# Orgaz
Orgaz település Spanyolországban, Toledo tartományban. Lakosainak száma 2595 fő (2024).

## Fekvése
Orgaz Ajofrín, Chueca, Villaminaya, Mascaraque, Mora, Manzaneque, Los Yébenes, Marjaliza, Mazarambroz és Sonseca községekkel határos.

## Népesség
A település népessége az utóbbi években az alábbiak szerint változott:
| Lakosok száma | 2666 | 2739 | 2772 | 2843 | 2804 | 2727 | 2675 | 2602 | 2584 | 2595 |
|               | 2001 | 2004 | 2007 | 2009 | 2012 | 2014 | 2017 | 2019 | 2022 | 2024 |

## Híres személyek
Itt született Juan Sánchez Cotán festőművész